# Ralph Scheuss

Ralph Scheuss

Ralph Scheuss (* 1956 in St. Gallen) ist ein Schweizer Wettbewerbsstratege, Unternehmensberater und Buchautor.

## Leben
Scheuss studierte an der Universität St. Gallen Wirtschaftswissenschaften. Nach einem Master lic. oec. HSG in Management und einem Magister mag. oec. HSG in Wirtschaftspädagogik promovierte er bei Hans Ulrich zum Thema Strategische Anpassung der Unternehmung: Ein kulturorientierter Beitrag zum Management der Unternehmungsentwicklung.
Anschliessend arbeitete Scheuss mit Hans Ulrich an der Entwicklung des Systemorientierten Management zusammen. In dieser Zeit erweiterte er als Visiting Researcher sein Wissen im Bereich des Strategic Management an der University of Arizona, der University of Southern California (USC) und der University of California, Los Angeles (UCLA). Bei William G. Ouchi an der UCLA befasste er sich mit der Theorie Z. An der USC setzte sich Scheuss mit den »Corporate Life Cycle« Studien von Larry E. Greiner auseinander. Danach arbeitete Scheuss als Dozent und Unternehmensberater.
Scheuss ist akkreditierter Managementberater CMC in den USA, Mitglied des ICMCI International Council of Management Consulting Institutes (New York), der WFS World Future Society, der SMS Society for Strategic Management, der ISPIM International Society for Professional Innovation Management sowie der Association for Talent Development (ATD).

## Wirken
Ralph Scheuss ist als Dozent tätig und berät Unternehmen in den Bereichen Strategie, Trends, Innovation und Organisationsentwicklung. Seine Methodik, die er Strategy Picking nennt, beruht darauf, Ideen und Konzepte führender Strategen sowie Erfolgskonzepte von Top-Unternehmen auszuwählen und den Kernfähigkeiten des jeweiligen Unternehmens entsprechend anzuwenden.

## Werke
- Ralph Scheuss: Crazy Business: Spontan-Management für Ihren Geschäftserfolg; vernetzter, cleverer, schneller, persönlicher, strahlender. Walhalla/Metropolitan, Düsseldorf/Regensburg 1999, ISBN 3-8029-0172-X. (Taschenbuchausgabe & Hardcover)
- Ralph Scheuss: Business update!: So machen Sie sich und Ihr Unternehmen stark für den Hyper-Wettbewerb; mehr Dynamik, mehr Wachstum, mehr Geschäft. Walhalla/Metropolitan, Berlin/Regensburg 2004, ISBN 3-8029-0329-3.
- Ralph Scheuss: Der Sprung des Drachen: Strategien gegen Produktkopierer, Qualitätsanbieter und andere Hyper-Wettbewerber aus China. Campus-Verlag, Frankfurt am Main 2007, ISBN 978-3-593-38454-2.
- Ralph Scheuss: Die 5 Zukunftsstrategien: Trends, Ideen, Impulse für mehr Innovation, mehr Wachstum, mehr Geschäft. Walhalla, Regensburg 2008, ISBN 978-3-8029-3817-7.
- Ralph Scheuss: Handbuch der Strategien : 220 Konzepte der weltbesten Vordenker. Campus-Verlag, Frankfurt am Main 2008, ISBN 978-3-593-38712-3.
- Ralph Scheuss: Zukunftsstrategien: Worauf es in der Ära des wilden Wettbewerbs wirklich ankommt. Walhalla u. Praetoria (Metropolitan), Regensburg 2010, ISBN 978-3-8029-3838-2.
- Ralph Scheuss: Handbuch der Strategien mit Strategiecheck: 220 Konzepte der weltbesten Vordenker. 2. aktualisierte und erweiterte Auflage, Campus-Verlag, Frankfurt am Main 2012, ISBN 978-3-593-39632-3.
- Ralph Scheuss: Trend Tools: Zukunft entdecken, Perspektiven finden, Chancen nutzen. Walhalla Fachverlag, Regensburg 2012, ISBN 978-3-8029-3996-9.
- Ralph Scheuss: Strategie Tools: Richtung geben, Vorsprung sichern, Innovationen lancieren. Walhalla Fachverlag, Regensburg 2012, ISBN 978-3-8029-3998-3.
- Ralph Scheuss: Change Tools: Wandel bewirken, Super-Teams gestalten, Engagement mobilisieren. Walhalla Fachverlag, Regensburg 2012, ISBN 978-3-8029-3997-6.
- Ralph Scheuss: Manager TOOL-BOX: Trends – Strategie – Change. Walhalla Fachverlag, Regensburg 2012, ISBN 978-3-8029-3999-0.
- Ralph Scheuss: Handbuch der Strategien: 240 Konzepte der weltbesten Vordenker (mit Strategie-Check). Campus-Verlag, Frankfurt/New York 2016, ISBN 978-3-5935-0601-2.